# Birok (przystanek kolejowy)
Birok (ukr. Бірок, ros. Бирок) – przystanek kolejowy w pobliżu miejscowości Kozin, w rejonie łuckim, w obwodzie wołyńskim, na Ukrainie. Leży na linii Zdołbunów – Kowel.